# Цхай, Юрий Андреевич
Ю́рий Андре́евич Цхай (род. 14 октября 1948, Новотроицкое) — казахстанский бизнесмен, девелопер, меценат, общественный деятель. Депутат Сената Парламента Республики Казахстан IV и V созывов. Заслуженный тренер СССР и Казахстана по боксу. Тренер Олимпийской сборной Республики Корея по боксу.
В рейтинге 50 влиятельных бизнесменов Казахстана за 2014 год по данным Forbes Kazakhstan.

## Биография
Родился 14 октября 1948 года в селе Новотроицкое Чуйского района Джамбулской области Казахской ССР в семье этнических корейцев. Родители работали рабочими в колхозе.
1972 г. -  окончил Киргизский государственный институт физической культуры и спорта.

## Тренерская деятельность
Заниматься боксом начал в юношестве.
В 1968 г. начал тренерскую деятельность в Детско-юношеской спортивной школе г. Чу Джамбульской области.
1973-1980 гг. - работал тренером по боксу в г. Джамбул.
1980-1990 гг. – тренер сборной команды Казахской ССР по боксу, 1981-1990 гг. - второй тренер сборной Советского Союза по боксу.
1990-1992 гг. – тренер Олимпийской сборной Республики Корея по боксу.
30 лет трудовой деятельности связаны со спортом. Подготовил ряд титулованных боксеров, добившихся успеха на Олимпийских играх и чемпионатах мира.
Самые известные воспитанники:
- Серик Конакбаев – заслуженный мастер спорта, серебряный призёр летних Олимпийских игр в Москве, серебряный призер чемпионата мира, двукратный чемпион Европы, двукратный обладатель Кубка мира.
- Дамир Буданбеков – известный тренер, позже – главный тренер национальной сборной Казахстана.
- Каримжан Абдрахманов – мастер спорта международного класса, бронзовый призер чемпионата Европы, серебряный призер Игр доброй воли.
- Болат Жапенов – финалист Спартакиады народов СССР, обладатель Кубка СССР.

## Карьера
В 1992 году, вернувшись из Южной Кореи, Цхай Ю.А. возглавил частную компанию «Достар». При его непосредственном участии в г. Алматы были построены бизнес-центр «Достар», развлекательный комплекс «Достар-Лэнд», автозаправочный комплекс «Ханхва-Достар».
2000 г. – основал международную школу-лицей «Достар».
2001-2012 гг.- открыл фармацевтический завод «Global Pharm» совместно с корейской фармацевтической компанией «Han Seo Pharm». В 2012 г. турецкая фармацевтическая компания «Абди Ибрахим Илач Санайи Ве Тиджарет А.Ш.» выкупила доли участия «Global Pharm». После завершения сделки «Глобал Фарм» был переименован в «Абди Ибрахим Глобал Фарм».
2001-2006 гг. – акционер и Председатель Совета директоров АО «Банк  Каспийский». В 2006 инвестиционный фонд «Baring Vostok Capital Partners», выкупил долю участия Цхай Ю.А. В дальнейшем, в результате ребрендинга, переименован в АО «Kaspi Bank».
2002-2005 гг. – Акционер АО «Корпорация «KUAT».
2003-2007 гг. – Председатель Совета директоров АО «Агромашхолдинг».
2004 г. – основал АО «Caspian Group».
С 2014 г. – Председатель Совета директоров АО «Caspian Group».
2005 г. – основал сеть ресторанов «Korean House».
2006 г. – основал инвестиционную компанию АО «Seven Rivers Capital» совместно с южно-корейской финансовой компанией «Hanwha Securities». В 2012 году 100% акций были выкуплены, компания переименована в АО «Фридом Финанс».
2007 г. – основал завод «Alcas» по производству бетонных смесей в Алматинской области.
2007 г. – основал АО «Доступное жилье» по строительству жилых малоэтажных домов и социальных объектов в г. Астана.
2008 г. – открыл Центр спортивной подготовки в Алматинской области для подготовки Национальной сборной Казахстана по боксу к Олимпиаде в Пекине.
2013 г. – основал завод по производству арматурного проката «Евраз Каспиан Сталь» в г. Костанай.
2014-2021 гг. – Член совета директоров АО «Группа Компаний «Аллюр».
2014-2023 гг. - Акционер АО «Группа Компаний «Аллюр». В 2019 г. China National Machinery Industry Corporation выкупила долю участия Цхай Ю.А.
При непосредственном участии Юрия Цхая
- в г. Костанай был открыт первый в Казахстане завод по производству автомобилей мелкоузловой сборки «СарыАркаАвтопром».
- Для рабочих и сотрудников заводов «Евраз Каспиан сталь» и «СарыАркаАвтопром» в г. Костанай был построен микрорайон «Юбилейный».
- В г. Алматы открыт завод LG по выпуску телевизоров.

## Политическая деятельность
2007-2013 гг. – депутат Сената Парламента Республики Казахстан IV и V созывов, член Комитета по финансам и бюджету, советник Премьер-министра Республики Казахстан по спорту.

## Общественная деятельность
1995-2007 гг. – Президент Республиканского Общественного Объединения «Ассоциация корейцев Казахстана». Цхай Ю.А. объединил все региональные корейские центры в одно объединение АКК. Созданы условия для поддержки Корейского театра и газеты «Коре ильбо». Сам Цхай подчеркивал, что «...акцент работы АКК направлен на осознание казахстанскими корейцами себя, как граждан суверенной Республики Казахстан, приоритет интересов всего казахстанского народа».
2007 г. – по настоящее время является Председателем Попечительского Совета Ассоциации корейцев Казахстана.
По инициативе и непосредственном участии Юрия Андреевича был построен Корейский дом в г. Алматы, открыт «Центр образования» при Посольстве Республики Корея.

## Девелоперский проект Алатау
В 2007 году Цхай Ю.А представил идею создания 4 новых городов спутников G4 City между Алматы и Капшагаем (Алматинская обл., г. Конаев), в этом же году начались подготовительные работы по разработке проекта. В связи с кризисом 2008 г. и изменением первоначального концепта, реализация проекта затянулась.
В сентябре 2021 г. Президенту и Правительству РК была представлена новая Концепция мастер-плана G4 City, разработанная сингапурской компанией Surbana Jurong, что дало мощный импульс в дальнейшей реализации проекта.
В 2024 г. проект G4 City переименовали в Алатау. Город Алатау расположен на территории села Жетыген и присвоен статус города областного значения.
Проект г. Алатау получил Государственную поддержку:
- Указ Президента РК К.К.Токаева № 58 от 17 декабря 2022 г. «Об одобрении Концепции генерального плана (мастер-плана) по развитию города «G4 City» в Алматинской области».
- Постановление Правительства Республики Казахстан № 211 от 15 марта 2023 г. в Алматинской области о создании специальной экономической зоны «G4 City».
- Постановление Правительства Республики Казахстан № 1187 от 26 декабря 2023 года «О внесении изменений в постановление Правительства Республики Казахстан от 15 марта 2023 года № 211» и «О создании специальной экономической зоны «Alatau».
- Указ Президента Республики Казахстан К.К. Токаева №432 от 9 января 2024 г. «Об изменениях в административно-территориальном устройстве Алматинской области» (создание новой административной единицы - города Алатау).
- П остановление Правительства Республики Казахстан №388 от 17 мая 2024 г. об утверждении проекта Генерального плана города Алатау Алматинской области.

Цхай Ю.А. внес большой вклад в узнаваемость девелоперского проекта «Алатау» в международном бизнес-сообществе. Данный проект является уникальным и самым крупным на территории СНГ.

## Награды
За заслуги и весомый вклад в развитие казахстанского спорта, экономики и сохранение межнационального согласия, Юрий Андреевич Цхай награжден:

#### Ордена
- «Курмет»
- «Парасат»
- «Достык» I и II степени

#### Правительственные награды Республики Корея
- Орден «Магнолия»
- Медаль «За вклад в развитие экономики Кореи».

Также есть несколько медалей Республики Казахстан.